# (434326) 2004 JG6
(434326) 2004 JG6 (وتكتب أيضًا 2004 JG6) هو واحد من أقرب الأجرام الفلكية في المدار حول الشمس.وهو الكويكب الثاني من كويكبات أتيرا المعروفة (أولها 163693 Atira)، وهذا يعني ان مداره كله ضمن مدار الأرض. الفترة المدارية أقل من كوكب الزهرة، مما يجعله واحد من أقرب الأجرام الفلكية المعروفة في المدار حول الشمس بعد عطارد ولديه مدار شاذ يعبر مدارات كلا من عطارد والزهرة. اكتشفة براين سكف من مرصد لويل للبحث عن الأجرام القريبة من الأرض عام 2004.

## وصلات خارجية
- Orbital simulation from JPL (Java)
- "LONEOS Discovers Asteroid with the Smallest Orbit" (Press release). Lowell Observatory. 20 مايو 2004. مؤرشف من الأصل في 2007-03-07.
- (434326) 2004 JG6 في قاعدة بيانات مختبر الدفع النفاث لأجرام النظام الشمسي الصغيرة

- الاكتشاف · مخطط المدار ·  العناصر المدارية · المعلمات المادية